# 臧寨乡
臧寨乡，是中华人民共和国山西省朔州市应县下辖的一个乡镇级行政单位。1985年设臧寨乡，2001年大营乡并入，成立新的臧寨乡。

## 行政区划
臧寨乡下辖以下地区：
臧寨村、花寨村、韩家坊村、薛家营村、北贾寨村、曹娘村、水磨村、上桥头村、下桥头村、刘霍庄村、温家坊村、石桥村、肖寨村、屯儿村、大营村、花红村、侯家岭村、张地村、张家营村、东坝村、米寨村、马庄村、帖庄村、胡家岭村、小清水河村、小刘霍庄村、北官庄村和吴家岭村。